# Сен-Жирон
Сен-Жиро́н (фр. Saint-Girons [sɛ̃ʒiʁɔ̃], окс. Sent Gironç, Sent Guironç, Sant Gironç, Sant Guironç) — город во Франции (департамент Арьеж), супрефектура одноимённого округа.
Поселение расположено у слияния реки Сала и её притоков, а рельеф Пиренеев позволяет ему контролировать дорогу из Аквитании в Каталонию. Город основан в Средние века, однако уже в античности на его месте находилась священная роща, куда приходили жители соседнего Сен-Лизье.
Экономический расцвет Сен-Жирона пришёлся на 19 век, когда в его пределах строились мельницы, кузницы, фабрики, транспортные пути. В 1840—41 гг. супрефектом был Ж. Э. Осман.
К достопримечательностям города относятся средневековые церковь св. Валерия и здание суда, церковь св. Геронтия (1857) со средневековой колокольней, несколько памятников известным сенжиронцам.
Через Сен-Жирон проходил маршрут Тур де Франс 2009.

## Города-побратимы
- Альбезе-кон-Кассано, Италия
- Вьелья, Испания
- Сорт, Испания

1. 1 2  база данных о французских коммунах — Национальный географический институт Франции, 2015.